# Ionospheric Explorer D
Lo Ionospheric Explorer D (IE D), a volte citato anche come Explorer 52, Neutral Point Explorer, Hawkeye 1 o Injun F, è stato un satellite NASA, lanciato il 3 giugno 1974 dalla base aerea Vandenberg. Lo IE D faceva parte del Programma Explorer e fu messo in orbita con lo scopo di studiare la magnetosfera nelle regioni polari della Terra.

## Obbiettivi
Nel dettaglio, lo scopo principale della missione dello Ionospheric Explorer D era quello di condurre studi sia sulle particelle che sui campi presenti nella magnetosfera al di sopra delle regioni polari terrestri e all'interno di un raggio pari a 21 volte il raggio terrestre. Gli obbiettivi secondari includevano invece lo studio del campo magnetico e della distribuzione del plasma nel vento solare e lo studio delle emissioni radio di tipo 3 causate dal flusso di elettroni solari nel mezzo interplanetario.

## Struttura

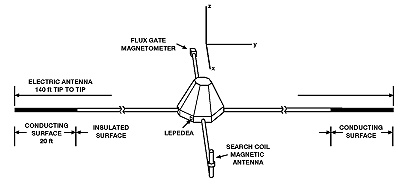
Una rappresentazione della struttura dello Ionospheric Explorer D.

Il satellite fu progettato, costruito e monitorato dal Dipartimento di fisica e astronomia dell'Università dell'Iowa, le cui squadre sportive sono chiamate Hawkeyes, da cui il soprannome dello Ionospheric Explorer D.
Il veicolo, del peso di soli 22,7 kg, aveva la forma di un tronco di piramide a otto facce laterali alla cui base era agganciato un altro prisma retto avente anch'esso otto facce laterali. Tutte le facce erano rivestite da pannelli fotovoltaici, i quali garantivano al veicolo una potenza compresa tra 22 e 36 W, e dal satellite si estendevano tre antenne, le più lunghe delle quali formavano in sistema lungo 42,7 m da punta a punta, utile alla ricezione di onde di plasma, e una prolunga lunga 1,58 m su cui era posto un magnetometro fluxgate triassiale.
Una volta messo in orbita, in particolare in un'orbita polare ellittica, il satellite era stabilizzato utilizzando la tecnica di stabilizzazione di spin, una tecnica di stabilizzazione passiva nella quale l'intero veicolo ruota su se stesso in modo che il suo vettore di momento angolare rimanga pressoché fissato nello spazio inerziale. Il movimento di rotazione è stabile se il
satellite gira attorno all'asse che ha momento d'inerzia massimo. Nel caso dell'IE D, tale asse era posto sul piano orbitale e la velocità di rotazione era pari a 5,45 rpm, ossia un giro ogni 11 secondi, mentre il controllo d'assetto era garantito da bobine magnetiche e smorzatori di nutazione.

## Strumentazione
Per raggiungere gli obbiettivi prefissati, il satellite era stato equipaggiato con i seguenti strumenti:
- Un ricevitore di onde di plasma,[5]
- Un magnetometro fluxgate triassiale,[6]
- Uno spettrometro per la misura dell'energia di elettroni e protoni a bassa energia chiamato LEPEDEA (acronimo di Low-Energy Proton and Electron Differential Analyzer).[7]

## Lancio e operatività
Come detto, lo Ionospheric Explorer D è stato lanciato dal Complesso di lancio 5 della base aerea Vanderberg il 3 giugno 1974, grazie ad un razzo Scout-E1 S191C, ed è stato posto su un'orbita polare ellittica che aveva il proprio apogeo, compreso tra 20,28 e 20,92 raggi terrestri, al di sopra del Polo Nord. Il 28 aprile 1978, dopo 667 orbite e poco più di quattro anni di operatività ininterrotta, lo Ionospheric Explorer D si è disintegrato rientrando nell'atmosfera terrestre. Durante l'operatività del satellite, l'inclinazione del piano della sua orbita rispetto all'equatore terrestre era passata da 89,81° a 81,85°.